# Ramblewood (Baltimore)
Ramblewood es una pequeña comunidad localizada en el nordeste de Baltimore, Maryland, Estados Unidos. Ramblewood está al sur de Northern Parkway.

## Demografía
De acuerdo al censo de 2000, 2020 personas vivían en Ramblewood con un 86.9% de afroamericanos y un 9.7% de blancos. La media de ingresos por hogar es de 51,103 dólares. El 92.7% de las casa está ocupada y el 75.8 lo está por su propietario.